# Takuya Miyamoto (fodboldspiller, født 1983)
 For alternative betydninger, se Takuya Miyamoto. (Se også artikler, som begynder med Takuya Miyamoto)
Takuya Miyamoto (født 8. juli 1983, død 1. maj 2022) var en japansk fodboldspiller.
Han spillede for flere forskellige klubber i sin karriere, herunder Cerezo Osaka, Montedio Yamagata og Avispa Fukuoka.